# Kópavogur
Kópavogur ['kʰouːpaˌvɔˑɣʏr] (deutsch: „Kleine Bucht der Seehundjungen“; isländisch auch Kópavogsbær) ist eine Stadtgemeinde im Südwesten Islands. Sie liegt in der Metropolregion Reykjavík und ist mit 39.810 Einwohnern (Stand: 1. Januar 2023) die zweitgrößte Gemeinde in Island.

## Geografie
Das Gemeindegebiet gliedert sich in drei nicht zusammenhängende Teile. Der nordwestliche Teil umfasst die Stadt Kópavogur selbst und grenzt an Reykjavíkurborg und im Süden an Garðabær. Im Osten liegt der See Elliðavatn.
Der südöstliche Teil grenzt ebenfalls an diese beiden Gemeinden, im äußersten Südosten zusätzlich an Ölfus.
Der nordöstliche Teil grenzt im Norden an Mosfellsbær, im Westen an Reykjavíkurborg und im Osten an Ölfus. Im Osten liegt der Berg Vífilsfell.

## Geschichte
Bis 1751 war der Ort Sitz eines Things. Das älteste noch erhaltene Gebäude der Stadt ist ein Wohnhaus, das 1902 bis 1904 erbaut wurde und seit 2012 unter Denkmalschutz steht.
Während des dänischen Handelsmonopols von 1602 bis 1787 wurde 1662 hier das Dokument unterzeichnet, das Dänemark die völlige Oberhoheit über Island garantierte. Zur Erinnerung an dieses Ereignis wurde 1962 auf dem ehemaligen Thingplatz ein Denkmal errichtet.
Noch in den 1930er Jahren war der Ort Kópavogur kaum bewohnt, bis zur Nutzung als Baugrund für Feriendomizile der Reykjavíker Bevölkerung. Die durch die zunehmende Landflucht der Bewohner abgelegener Regionen des Landes einsetzende Ansiedelung im heute fast zusammengewachsenen Hauptstadtgebiet führte zu einem großen Bevölkerungswachstum in der Gegend um den Ort Kópavogur. Kópavogur zählte 1950 1.514 Einwohner und erhielt 1955 Stadtrecht. Seit den 1970er Jahren ist es die zweitgrößte Stadt Islands mit 1970 11.165 und 1980 13.996 Einwohnern. 1989 lag die Einwohnerzahl bei 15.900.

## Kultur und Sehenswürdigkeiten

Kópavogur, Smáratorg-Turm.

Die Stadt verfügt über ein vielfältiges kulturelles Angebot, so zum Beispiel Einrichtungen wie die umfangreiche Kunstsammlung des 1994 eröffneten Museums Gerðarsafn, hauptsächlich mit Werken isländischer Künstler, wie der Bildhauerin Gerður Helgadóttir und des Malers Magnús Á. Árnason. Die Fenster der neben der Galerie befindlichen markanten, von 1958 bis 1962 erbauten und am 16. Dezember 1962 geweihten Kópavogskirkja stammen ebenso von der Künstlerin.
Im Stadtzentrum erinnert ein Denkmal auf dem Hügel Þinghóll an die früheren Thingversammlungen. Eines der ältesten Gebäude der Stadt ist das ab 1925 erbaute und im November 1926 eröffnete Sanatorium Hressingarhælið Kópavogi, das seit 2012 unter Denkmalschutz steht.
Von Interesse ist auch das Naturhistorische Museum (Náttúrufræðistofa Kópavogs) mit dessen Abteilungen zur Zoologie und Geologie des Landes.
Ein beliebtes Freizeitgelände am Stadtrand ist das seit 1967 aufgeforstete Waldgebiet Guðmundarlundur mit Wanderwegen und einem Grillplatz.

## Wirtschaft
In Kópavogur befindet sich auch das größte Einkaufszentrum Islands, das Smáralind, auf dessen Gelände sich das fünfthöchste Bauwerk und höchste Gebäude Islands, der Smáratorg-Turm, befindet.
Kópavogur ist Sitz zahlreicher Unternehmen, darunter des Unternehmens Promens.

## Söhne und Töchter der Stadt
- Alda Björk Ólafsdóttir (* 1966), Popsängerin
- Einar Heimisson (1966–1998), Schriftsteller
- Margrét Tryggvadóttir (* 1972), Schriftstellerin und Politikerin
- Emilíana Torrini (Emilíana Torrini Davíðsdóttir; * 1977), Sängerin
- Jón Dagur Þorsteinsson (* 1998), Fußballspieler
- Alfons Sampsted (* 1998), Fußballspieler
- Diljá Pétursdóttir (* 2002), Sängerin
- Elísabet Rúnarsdóttir (* 2002), Hammerwerferin
- Hálfdán Helgi Matthíasson (* 2003), Musiker
- Matthías Davíð Matthíasson (* 2004), Musiker

## Städtepartnerschaften
- Ammassalik, Grönland
- Klaksvík, Färöer
- Mariehamn, Åland
- Norrköping, Schweden
- Odense, Dänemark
- Riverton, Kanada
- Tampere, Finnland
- Trondheim, Norwegen
- Wuhan, Volksrepublik China[10]

## Galerie

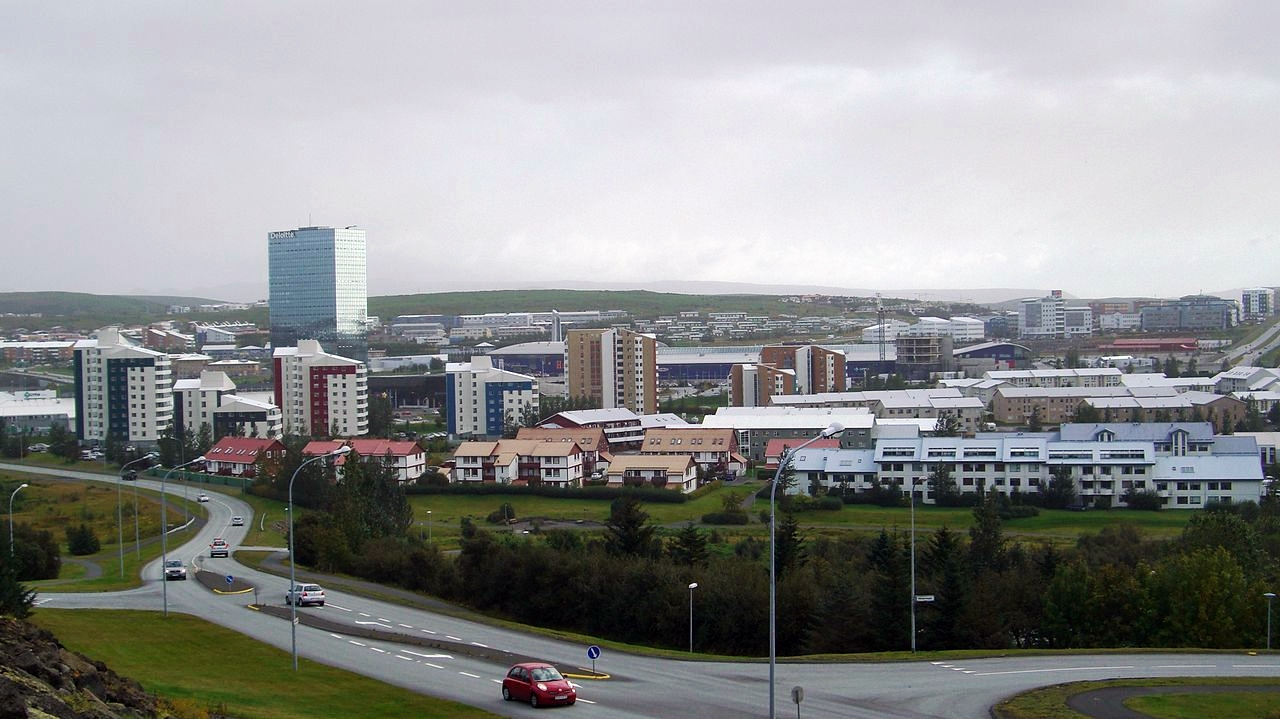
Blick auf Stadt
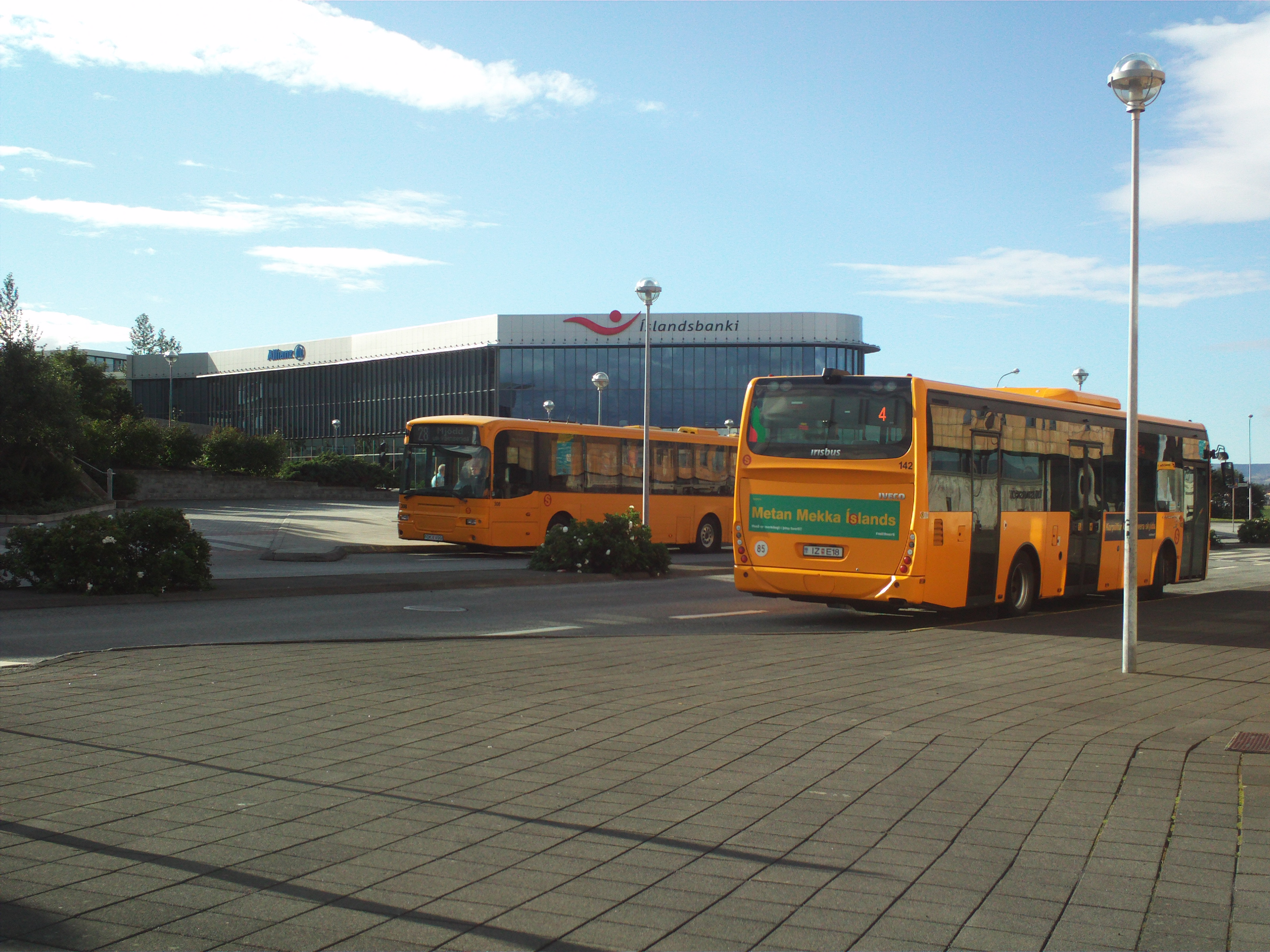
Öffentliche Busse
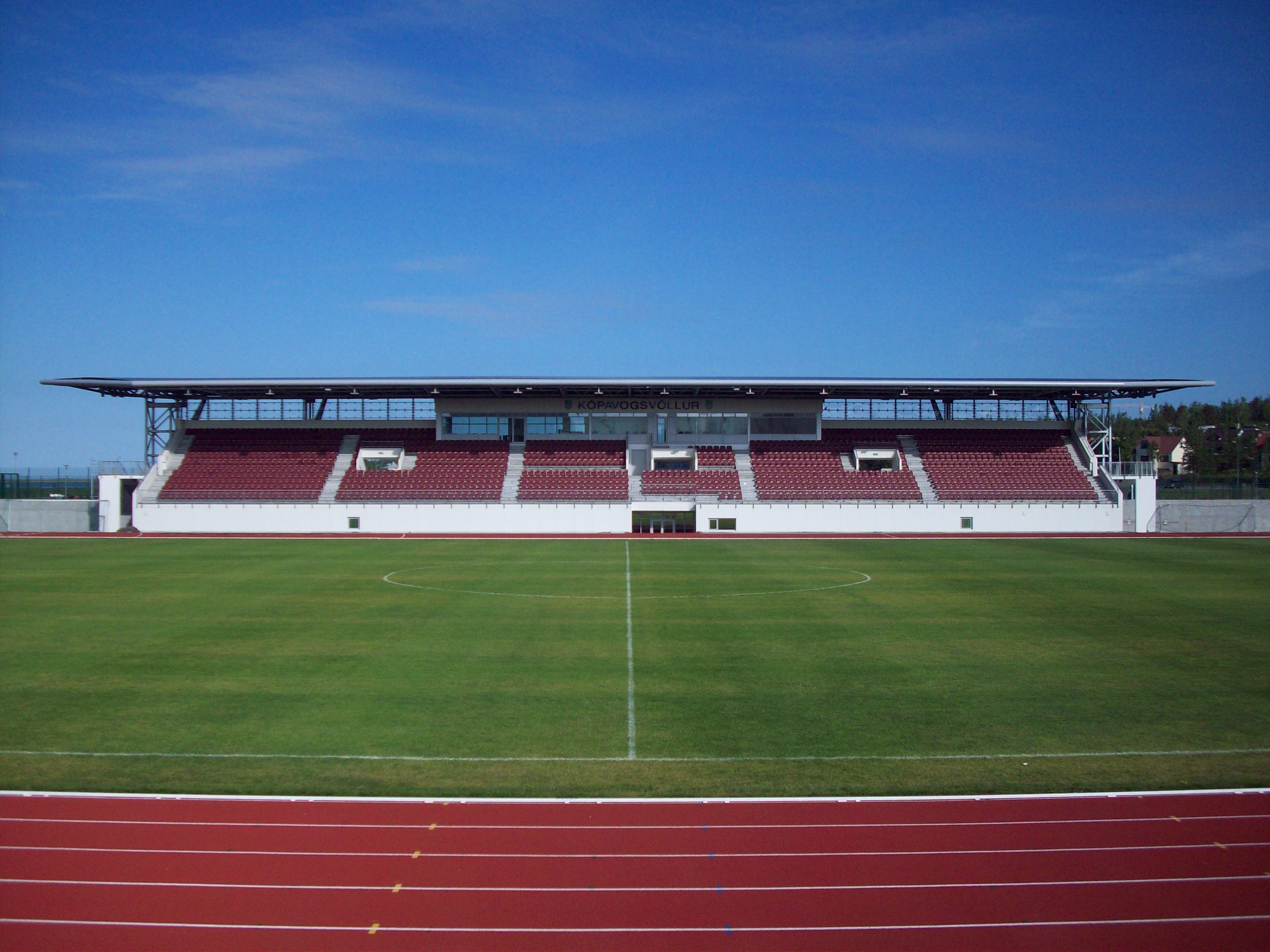
Kópavogsvöllur Stadion
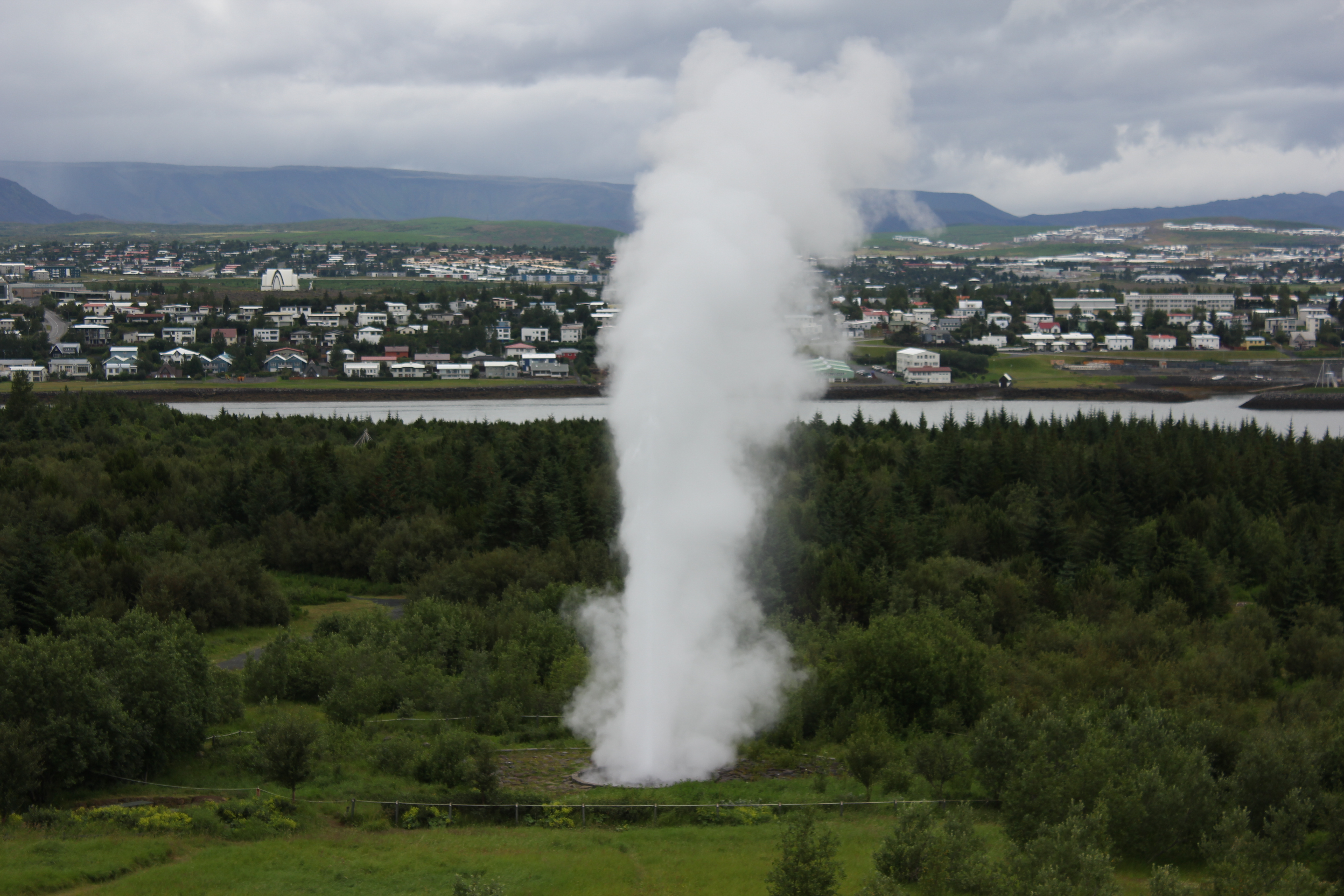
Geysir